# Psilocybe mexicana
Psilocybe mexicana é um cogumelo alucinógeno. Seu primeiro uso foi feito pelos primeiros nativos da América Central e América do Norte há 2.000 anos.